# Мильман, Семён Яковлевич
Семён Яковлевич Мильман (13 июля 1902—1985) — советский работник промышленности, слесарь-инструментальщик (по другим данным — технолог-лекальщик) Харьковского электромеханического и Чебоксарского электроаппаратного заводов, передовик производства, кавалер ордена «Знак Почёта». В 1959—1960 годах по просьбе офтальмолога Святослава Фёдорова изготовил первые в СССР искусственные хрусталики из пластмассы.

## Биография
Родился 13 июля 1902 года в Подольской губернии (позднее — Винницкая область Украины), сын кузнеца из местечка Немиров.
С 13 лет помогал отцу в кузнечном деле, с 15 лет самостоятельно подковывал лошадей, делал колеса, повозки.
В 1920 году вступил в комсомол и пошел работать слесарем на винокуренный завод. В рядах Красной Армии, как слесарь и кузнец, трудился в мастерской по ремонту оружия. После демобилизации остался в Харькове и через биржу труда был направлен на электромеханический завод.
Семёна, имеющего четыре класса образования, заметили и поставили слесарем-механиком в мастерской точной механики. Он и его коллеги собирали электродвигатели, монтировали теплоэлектроцентраль, щиты управления.
Осенью 1941 года вместе с заводом С. Я. Мильман эвакуировался в Чебоксары. В декабре 1941 года на базе эвакуированных цехов Харьковского электромеханического завода и Ленинградского завода «Электрик» был создан Чебоксарский электроаппаратный завод, где Семён Мильман проработал дальнейшую жизнь. В военное время Мильман работал бригадиром по пресс-формам.
За успешное выполнение заданий правительства по обеспечению аппаратурой авиационной и танковой промышленности завод 21 января 1944 года награждён орденом Трудового Красного Знамени, такой же орден получили директор Я. С. Бенский, слесарь Е. В. Дмитренко, мастер А. П. Левченко, ещё 27 человек были награждены орденами и медалями:304 (Труд Семена Мильмана был отмечен орденом «Знак Почета»). Начальник инструментального цеха Н. П. Рогачёв писал о тех годах: «Мне пришлось, и я этим горжусь, работать рука об руку с лучшими представителями нашего рабочего класса, с С. Я. Мильманом, Н. М. Интрилигатором, Е. В. Дмитренко, А. А. Броном и многими другими. В годы войны мы с ними делили и радость, и горе. В любую минуту они приходили на помощь, показывали образцы героического труда…». С. Я. Мильман перевыполнял план в несколько раз на протяжении многих лет: к началу 1948 года выполнил 112 % пятилетней нормы, к 1949 году — 10 годовых норм с начала пятилетки:323, в 1951 году выполнил более трёх годовых норм:114.
Благодаря Мильману ЧЭАЗ стал первым в СССР изготавливать детали методом выдавливания. На его счету и заказ государственной важности — пресс-формы для корпуса реле. Работа была представлена на ВДНХ в Москве. Мильман был удостоен серебряной медали выставки.

## Сотрудничество со Святославом Фёдоровым
Приехавший в 1958 году заведовать клиническим отделением Чебоксарского филиала Государственного института глазных болезней им. Гельмгольца хирург-офтальмолог Святослав Николаевич Фёдоров в поисках новой научной идеи наткнулся в журнале «Вестник офтальмологии» на статью, критикующую новую операцию по замене мутного хрусталика искусственным, из пластмассы. Автором метода был английский офтальмолог Гарольд Ридли. Фёдоров, задумавшись над проблемой имплантации искусственного хрусталика, тоже избрал для изготовления линзы пластмассу — полиметилметакрилат (плексиглас) — и стал искать мастерскую или мастера, который смог бы ему помочь.
В первой линзе, которую принес токарь Слава Бессонов, не хватило прозрачности и линза никуда не использовалась.
Фёдорову о Мильмане рассказал пациент — коллега Семёна Яковлевича (по другой версии — коллега рассказал Мильману о Фёдорове). Мильман сам приехал к Фёдорову на работу в Чебоксарский филиал института глазных болезней, расспросил о том, что нужно сделать, и за две недели изготовил пресс-формы для получения пластмассовых линз (хрусталиков) методом выдавливания, образцы хрусталиков, штампики и приспособления для пропиливания краешка «линзочки», чтобы вставлять крепежные дужки.
Первые хрусталики, изготовленные Мильманом в 1959 году на кухне служебной квартиры С. Фёдорова, офтальмолог имплантировал кроликам: 

Кролик с искусственным хрусталиком и завязанным здоровым глазом быстро кинулся к морковке. Другие прооперированные животные тоже видели отлично.
В 1960 году с фотографиями глаз кроликов хирург отправился на конференцию по изобретательству в офтальмологии в Москву, чтобы доложить о результатах работы. На конференции выступление С. Н. Фёдорова произвело фурор: «Работа вызвала в зале оживление, потому что для нашей офтальмологии это был „космос“, почти запуск первого спутника». Тогда офтальмолог решился на операцию по имплантации хрусталика человеку. Первым пациентом стала школьница Лена Петрова, жительница Красноармейского района Чувашской АССР. Ей хирург в начале 1960 года предварительно удалил помутневший хрусталик правого глаза.
16 мая 1960 года в Москве офтальмолог Краснов М. М. сделал первую в СССР имплантацию искусственного хрусталика: 

Сделали такую операцию нынче в Москве, шестнадцатого мая. Но хрусталик заменили стеклянным, цейсовской линзой— С.Н. Фёдоров, 1960
 Операция завершилась неудачно. Фёдоров, зная о неудачном исходе операции М. М. Краснова, всё же имплантировал искусственный хрусталик Лене Петровой 5 июля 1960 года. На седьмой день глаз обрел половину зрения. Ещё через двенадцать дней пациентка видела правым, оперированным глазом уже на семьдесят процентов.
До середины октября 1960 года Фёдоров сделал четыре операции и все — успешно. Всем пациентам были имплантированы хрусталики, изготовленные С. Я. Мильманом. 

Если бы не он, талантливый рабочий человек, то фактически тогда ни мой метод, ни моя стартовая площадка — ничего бы не свершилось. Как много тогда совпало, казалось бы, случайностей, которые, слившись воедино, дали такой результат!— С.Н. Фёдоров
 После отъезда в 1961 году С. Н. Фёдорова из Чебоксар в Архангельск, Семён Мильман продолжил изготовление и совместное совершенствование конструкции хрусталиков (примерно до 1963 года, когда С. Н. Фёдоров разработал и стал имплантировать хрусталики, сделанные в Ленинграде на экспериментальном производстве), а активная переписка со Святославом Фёдоровым продлилась до 1972 года. Мильман получал также и письма от пациентов, страдающих слепотой.

## Награды
- Орден «Знак Почёта» (1944).
- Почётная грамота Президиума Верховного Совета Чувашской АССР (1944)[14]:47.
- Серебряная медаль ВДНХ (1960)[14]:237.
- Заводское звание «Почётный электроаппаратчик» (с вручением диплома и значка «Ветеран труда ЧЭАЗ») (1971)[14]:202.

## Отзывы современников
Спокойный, уравновешенный человек, который прекрасно знал свою работу и готов был свои знания передать молодым.— Письменный Б.С., ветеран ЧЭАЗ